# Enmyō-ji

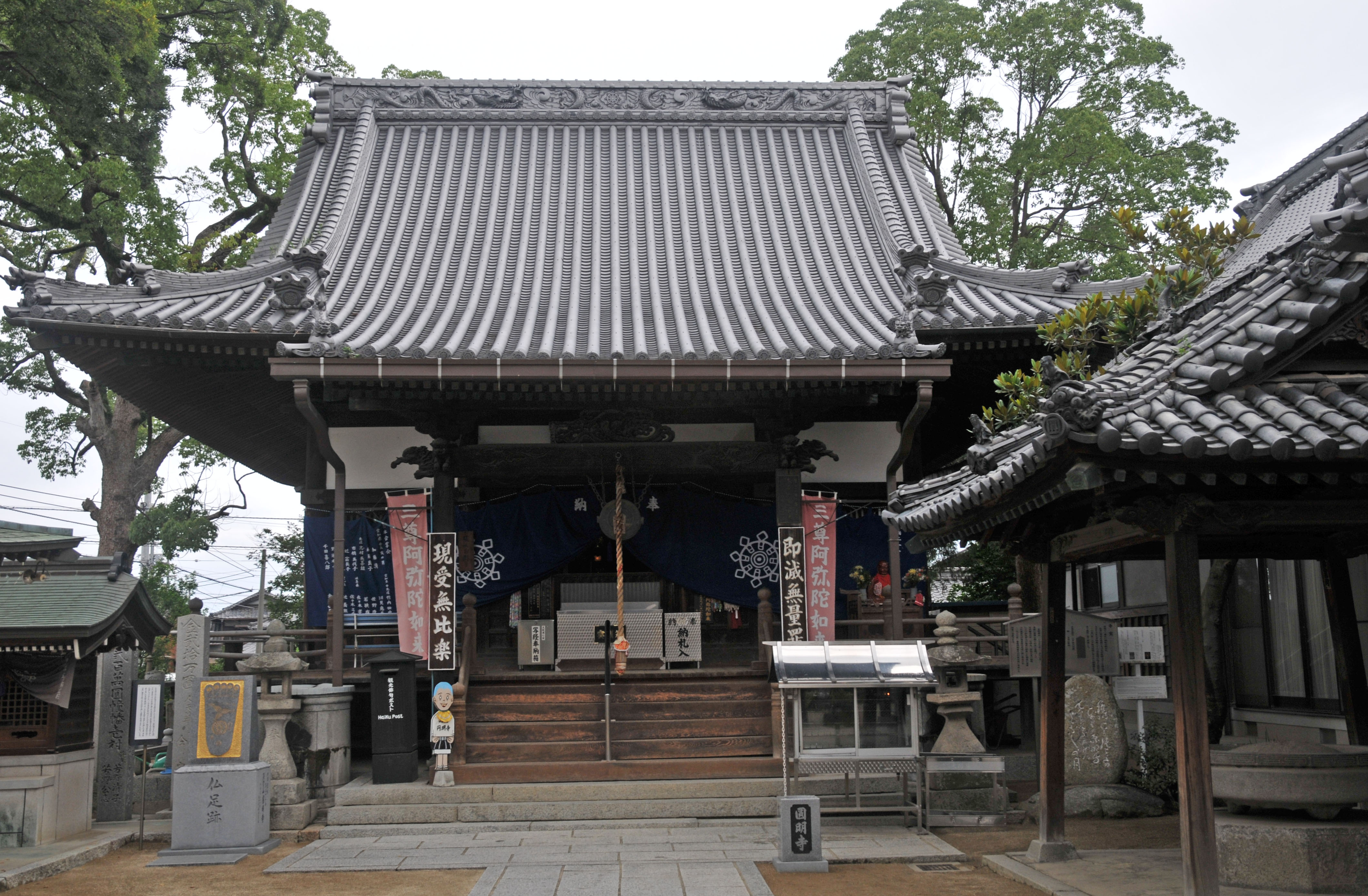
Hon-dō du Enmyō-ji

Le Enmyō-ji (円明寺) est un temple du bouddhisme Shingon  situé dans la ville de Matsuyama, préfecture d'Ehime au Japon. C'est le 53e des 88 temples de la route du pèlerinage de Shikoku.

## Histoire
Le temple, qui aurait été fondé par Gyōki, a été en grande partie détruit au cours des guerres du XVIe siècle puis reconstruit,.
En 2015, le Enmyō-ji est désigné Japan Heritage avec les 87 autres temples du pèlerinage de Shikoku.

## Bâtiments
Yatsuashi-mon (fin du XVIIe siècle avec des éléments de l'époque de Muromachi) (bien culturel préfectoral),. 